# Bastien Brière
Pas d'image ? Cliquez ici
Bastien Brière, né le 24 mai 1983 au Mans, est un pilote automobile français. Il compte notamment quatre participations aux 24 Heures du Mans, entre 2003 et 2012.

## Biographie
Il commence sa carrière en endurance automobile après une saison difficile en Formule Renault. Avec Welter Racing, l'équipe de Gérard Welter, il participe aux 24 Heures du Mans en 2003, mais abandonne à la dix-neuvième heure après que le moteur Peugeot ait cassé sur une défaillance de soupape.
Il dispute la saison 2007 du championnat de France FFSA GT au volant d'une Aston Martin DBRS9 du Hexis Racing.
En 2012, avec Thomas Dagoneau (lui aussi manceau), il crée la société Sarthe Objectif 24, dont l'objectif est de constituer un équipage composé de pilotes nés au Mans.
En mars 2012, à l'occasion des essais officiels de l'European Le Mans Series, Baston Brière pilote l'Oreca 03 (Boutsen Ginion Racing) ; il se retrouve ainsi au volant d'un prototype pour la première fois depuis les Le Mans Endurance Series 2005 où il pilotait la Courage C65 de Noël del Bello Racing,. Au mois de juin, il participe une dernière fois aux 24 Heures du Mans. Avec Jens Petersen et Shinji Nakano, il se classe vingt-quatrième du classement général.
En 2013, il pilote de nouveau pour Boutsen Ginion Racing pour les deux premières courses de l'European Le Mans Series, tout en continuant le développement de la société Sarthe Objectif 24. À Silverstone, il termine onzième, ce qui lui vaut d'accrocher la cinquième place du championnat,.
En février 2014, il annonce être en contact avec plusieurs équipes, dont Signatech Alpine, pour piloter en European Le Mans Series et aux 24 Heures du Mans.